# 빌리 홀
빌리 홀(Billy Hall, 1969년 6월 17일 ~ )은 KBO 리그 삼성 라이온즈의 외국인 선수이다. 1999년에 입단하여 빠른 다리로 정규 시즌에서 47도루를 기록했으나 2할 4푼의 타율을 기록하는 등 타격에서 부진하였다.